# Budafok-Tétény
Budafok-Tétény – dzielnica stolicy Węgier, Budapesztu. W miejskiej numeracji administracyjnej oznaczona numerem XXII.

## Położenie
Dzielnica Budafok-Tétény znajduje się w budzińskiej części miasta, na południowy zachód od bezpośredniego centrum miasta. Od północy graniczy z dzielnicą Újbuda.

## Historia
Do roku 1950 Budafok oraz Nagytétény były osobnymi gminami poza granicami Budapesztu. Miejscowość Budafok znana była z produkcji wina i szampana. 1 stycznia 1950 miasto Budafok zostało włączone w skład miasta Budapeszt – tzw. Wielkiego Budapesztu, jako jedna z dzielnic miasta.

## Osiedla
W skład dzielnicy wchodzą osiedla:
- Baross Gábor-telep
- Budafok
- Budatétény
- Nagytétény

## Zabytki i atrakcje turystyczne
Na terenie dzielnicy znajdują się następujące zabytki i atrakcje turystyczne:
- Pałac Nagytétény
- Kościół w Nagytétény
- zespół gospodarstw winnych Budafok

## Współpraca
- Kristianstad, Szwecja